# Studentski zbor
Studentski zbor je predstavničko tijelo studenata na visokom učilištu (fakultetu, sveučilištu, veleučilištu) koje ima za cilj štititi prava i promicati interese studenata na razini pojedinog visokog učilišta te na državnoj i međunarodnoj razini.
Hrvatski studentski zbor utemeljen je kao studentsko predstavničko tijelo krajem 1996. kada je Hrvatski sabor donio Zakon o Studentskom zboru (NN 57/96) i kada su u akademskoj godini 1996./97. provedeni prvi studentski izbori.

## Povijest studentskog predstavljanja

### Prvi studentski izbori 1990.
Nakon sloma Hrvatskog proljeća 1971. i uhićenja vodećih studentskih predstavnika na čelu s Draženom Budišom, djelovanje studenate bilo je pod kontrolom Saveza socijalističke omladine Hrvatske (SSOH-a) i Saveza studenata Hrvatske (SSH-a) te represivnog aparata jugoslavenskog režima. Nakon prvih demokratskih i višestranačkih izbora 1990., prestaje dominacija komunističkih organizacija među studentima. Prva nekomunistička studentska organizacija pod nazivom Hrvatska akademska zajednica (HAZ) osnovana je u listopadu 1990. koja je pobijedila na prvim studentskim izborima održanim na Sveučilištu u Zagrebu u studenome 1990. godine. 

### Zakonsko utemeljenje 1996.
Na poticaj te studentske udruge i uz potporu zavičajnih studentskih klubova, a iz potrebe za kvalitetnim studentskim organiziranjem Hrvatski sabor donio je Zakon o Hrvatskom studentskom zboru kao krovnu studentsku predstavničku organizaciju. U jeseni 1996. održani su prvi studentski izbori na sveučilištima te je 19. prosinca 1996. godine ustrojen Hrvatski studentski zbor (HSZ) na nacionalnoj razini u sastavu: Branimir Majčica (predsjednik Studentskog zbora Sveučilišta u Zagrebu), Neven Alujević Grgas (predsjednik Studentskog zbora Sveučilišta u Splitu), Irena Vidović (predsjednica Studentskog zbora Sveučilišta u Osijeku) te Alen Protić (predsjednik Studentskog zbora Sveučilišta u Rijeci). Za prvog predsjednika HSZ-a izabran je Branimir Majčica, a za njegova zamjenika Neven Alujević Grgas iz Splita. Godinu dana kasnije Ustavni sud srušio je Zakon zbog proceduralne pogreške tj. na temelju nedostatka kvoruma u Saboru za donošenja Zakona. U izmijenjenoj inačici 1997. usvojen sadržajno isti Zakon koji je bio na snazi do 2007., zatim je Hrvatski sabor donio novi Zakon te su održani ponovljeni studentski izbori.

## Zadaće studentskog zbora
Zakonodavac propisuje da Studentski zbor na visokom učilištu ima sljedeće zadaće:
- bira studentske predstavnike u senat i druga tijela sveučilišta te u vijeće i druga tijela drugih visokih učilišta,
- bira studentske predstavnike u odgovarajuće organizacije, ustanove i trgovačka društva kojima je osnivač visoko učilište,
- donosi plan i program rada studentskog zbora,
- imenuje studentskog pravobranitelja,
- brine o kvaliteti života studenata, a posebice o kvaliteti studijskog procesa, studentskom standardu, ostvarivanju studentskih prava i drugim pitanjima važnim za studente,
- predlaže nadležnim tijelima visokih učilišta plan financiranja studentskih aktivnosti,
- potiče izvannastavne aktivnosti studenata,
- donosi opće akte studentskog zbora
- obavlja druge poslove od interesa za studente visokog učilišta.

## Ustrojstvo
Studenti svake druge godine biraju studentske predstavnike na fakultetima i sveučilištima te na veleučilištima i visokim školama. Studentski predstavnici zastupljeni su na najmanje 15 % u Znanstveno-nastavnom vijeću fakulteta, Senatu sveučilišta te u stručnim vijećima sveučilišnim odjelima, veleučilišta i visokih škola. Studenti također biraju studentskog pravobranitelja, a predstavnici su članovi raznih stručnih odbora poput povjerenstva za upravljanje kvalitetom ili etičkog povjerenstva. 
Predsjednik podružnice (fakulteta) član je Skupštine Studentskog zbora određene visokoškolske institucije (primjerice Sveučilišta u Zagrebu), a unutar skupštine između sebe studenti biraju predstavnike grupacija koji sjede predsjedništvu te između sebe biraju predsjednika Studentskog zbora. Predsjednici sveučilišnih zborova po položaju članovi su Hrvatskoga studentskog zbora i između sebe biraju predsjednika HSZ-a.